# الحجاف (جبلة)

تعديل مصدري - تعديل

الحجاف محلة تابعة لقرية تؤاد، التابعة لعزلة وراف بمديرية جبلة إحدى مديريات محافظة إب في الجمهورية اليمنية، بلغ تعداد سكانها 32 حسب تعداد اليمن لعام 2004.